# 上海市医院列表
上海市医疗机构列表列出今上海市境内的主要医疗机构。出于篇幅限制，此列表只收录由上海市卫生健康委员会认定为二级及以上的医疗机构；因非部队、地方共建医院不会向上海市卫生健康委员会登记，故此类部队医院不予列出。

## 三级医院
截至2015年2月，共有48所三级医疗机构在上海市卫生健康委员会（上海市中医药管理局）注册登记。
下文中，标注为“市管”的医院，其由上海市卫生健康委员会直接进行行政监管；标注为“委管”，则指该医院由中华人民共和国国家卫生健康委员会和上海市共管，并由市卫健委直接监管，此类医院共六所，均是复旦大学附属医院；“部队”指由第二军医大学（海军军医大学）等机构管辖的解放军医院，其中第二军医大学附属的三所医院为部队、地方共建医院。
| 医疗机构名称                                                              | 在卫生部门登记的机构地址                                                                                        | 监管机关所在区 | 备注     |
| ------------------------------------------------------------------------- | --- | -------------- | -------- |
| 复旦大学附属华山医院北院                                                  | 上海市宝山区陆翔路108号                                                                                         | 宝山区         | 市管     |
| 上海交通大学医学院附属第三人民医院                                        | 上海市漠河路280号                                                                                               | 宝山区         |          |
| 上海市宝山区中西医结合医院                                                | 上海市友谊路181号 上海市友谊支路161号 上海市友谊支路301号                                                       | 宝山区         |          |
| 上海市光华中西医结合医院                                                  | 上海市新华路540号                                                                                               | 长宁区         |          |
| 上海市中西医结合医院 （上海中医药大学附属上海中西医结合医院）             | 上海市保定路230号 上海市昆明路368号                                                                             | 虹口区         |          |
| 上海中医药大学附属岳阳中西医结合医院                                      | 上海市甘河路110号                                                                                               | 虹口区         | 市管     |
| 上海市第一人民医院 （上海交通大学医学院附属第一人民医院）                 | 上海市武进路85号 上海市松江区新松江路650号                                                                      | 虹口区         | 市管     |
| 上海市口腔病防治院                                                        | 上海市北京东路356号                                                                                             | 黄浦区         | 市管     |
| 上海交通大学医学院附属第九人民医院                                        | 上海市制造局路639号                                                                                             | 黄浦区         | 市管     |
| 上海交通大学医学院附属仁济医院                                            | 上海市浦东新区山东中路145号 上海市浦东新区东方路1630号 上海市浦东新区灵山路845号 上海市闵行区浦江镇联航路2627号 | 黄浦区         | 市管     |
| 复旦大学附属妇产科医院 （上海市红房子医院）                               | 上海市黄浦区方斜路419号 上海市沈阳路128号                                                                       | 黄浦区         | 委管     |
| 第二军医大学第二附属医院 （上海长征医院）                                 | 上海市凤阳路415号 上海市浦东新区荷泽路80号                                                                      | 黄浦区         | 部队     |
| 上海交通大学医学院附属瑞金医院                                            | 上海市瑞金二路197号 上海市徐家汇路573号                                                                         | 黄浦区         | 市管     |
| 上海中医药大学附属曙光医院                                                | 上海市普安路185号 上海市浦东新区张衡路528号                                                                     | 黄浦区         | 市管     |
| 上海交通大学医学院附属瑞金医院北院                                        | 上海市嘉定区希望路999号                                                                                         | 嘉定区         | 市管     |
| 复旦大学附属金山医院                                                      | 上海市金山区龙航路1508号 上海市金山区金山大道2000号 上海市金山区金一东路391号                                   | 金山区         |          |
| 上海市公共卫生临床中心 (复旦大学附属公共卫生临床中心）                    | 上海市金山区漕廊公路2901号 第二执业点：水电路56号                                                               | 金山区         | 市管     |
| 上海市眼病防治中心                                                        | 上海市康定路380号                                                                                               | 原静安区       | 市管     |
| 复旦大学附属华山医院 （中国红十字会华山医院）                             | 上海市乌鲁木齐中路12号 上海市华山路433号 上海市吴中东路518号                                                    | 原静安区       | 委管     |
| 上海市第一妇婴保健院 （同济大学附属第一妇婴保健院）                       | 上海市高科西路2699号 上海市长乐路536号                                                                          | 原静安区       | 市管     |
| 华东医院 （复旦大学附属华东医院）                                         | 上海市延安西路221号 上海市浦东新区世博村路300号                                                                 | 原静安区       | 市管     |
| 上海交通大学医学院附属仁济医院南院                                        | 上海市闵行区江月路2000号                                                                                        | 闵行区         | 市管     |
| 上海市第五人民医院                                                        | 上海市闵行区鹤庆路801号                                                                                         | 闵行区         |          |
| 复旦大学附属儿科医院                                                      | 上海市万源路399号 第二执业点：医学院路130号                                                                     | 闵行区         | 委管     |
| 上海市第六人民医院东院                                                    | 上海市浦东新区南汇新城环湖西三路222号                                                                           | 浦东新区       | 市管     |
| 上海市第七人民医院                                                        | 上海市浦东新区高桥镇大同路358号                                                                                 | 浦东新区       |          |
| 上海交通大学医学院附属上海儿童医学中心                                    | 上海市东方路1678号                                                                                              | 浦东新区       | 市管     |
| 上海市东方医院 （同济大学附属东方医院）                                   | 上海市浦东新区即墨路150号 上海市云台路1800号 上海市世纪大道2001号                                               | 浦东新区       |          |
| 上海市儿童医院 （上海交通大学医学院附属儿童医院）                         | 上海市普陀区泸定路355号 第二执业点：北京西路1400弄24号                                                          | 普陀区         | 市管     |
| 上海市普陀区中心医院                                                      | 上海市兰溪路164号 上海市大渡河路1668号                                                                          | 普陀区         |          |
| 上海市同济医院 （同济大学附属同济医院）                                   | 上海市新村路389号                                                                                               | 普陀区         | 市管     |
| 上海市第六人民医院 （上海交通大学医学院附属第六人民医院）                 | 上海市宜山路600号                                                                                               | 徐汇区         | 市管     |
| 复旦大学附属中山医院                                                      | 上海市枫林路180号 第二执业点：医学院路111号 第三执业点：斜土路1609号 第四执业点：佘山镇刘家山村456号            | 徐汇区         | 委管     |
| 复旦大学附属肿瘤医院                                                      | 上海市东安路270号                                                                                               | 徐汇区         | 委管     |
| 上海市精神卫生中心 （上海交通大学医学院附属精神卫生中心）                 | 上海市宛平南路600号                                                                                             | 徐汇区         | 市管     |
| 上海中医药大学附属龙华医院                                                | 上海市宛平南路725号                                                                                             | 徐汇区         | 市管     |
| 中国福利会国际和平妇幼保健院 （上海交通大学医学院附属国际和平妇幼保健院） | 上海市衡山路910号                                                                                               | 徐汇区         | 市管     |
| 复旦大学附属眼耳鼻喉科医院                                                | 上海市汾阳路83号 上海市宝庆路19号                                                                               | 徐汇区         | 委管     |
| 上海市胸科医院                                                            | 上海市淮海西路241号                                                                                             | 徐汇区         |          |
| 上海市杨浦区中心医院 （同济大学附属杨浦医院）                             | 上海市腾越路450号 上海市江浦路549号                                                                             | 杨浦区         |          |
| 第二军医大学附属东方肝胆外科医院 （第二军医大学第三附属医院）             | 上海市长海路225号                                                                                               | 杨浦区         | 部队     |
| 上海市肺科医院 （同济大学附属上海市肺科医院）                             | 上海市政民路507号 上海市沽源路229号                                                                             | 杨浦区         | 市管     |
| 上海交通大学医学院附属新华医院                                            | 上海市控江路1665号                                                                                              | 杨浦区         | 市管     |
| 第二军医大学第一附属医院 （上海长海医院）                                 | 上海市长海路168号                                                                                               | 杨浦区         | 部队     |
| 同济大学附属口腔医院                                                      | 上海市延长中路399号                                                                                             | 原闸北区       | 市管     |
| 上海市皮肤病医院 （同济大学附属皮肤病医院）                               | 上海市保德路1278号                                                                                              | 原闸北区       | 市管     |
| 上海市中医医院                                                            | 上海市芷江中路274号                                                                                             | 原闸北区       | 市管     |
| 上海市第十人民医院 （同济大学附属第十人民医院）                           | 上海市延长中路301号                                                                                             | 原闸北区       | 市管     |
| 上海市松江区中心医院                                                      | 上海市松江区中山中路746号 松江区园中路1号 上海市松江区三新北路900弄249号1层                                     | 松江区         |          |
| 上海市同仁医院                                                            | 上海市仙霞路1111号                                                                                              | 长宁区         | [ 註 1 ] |
| 上海四一一医院                                                            | 上海市虹口区东江湾路15号                                                                                        | 虹口区         |          |

## 二级医院
截至2015年2月，共有137所二级医疗机构向上海市卫生健康委员会（上海市中医药管理局）登记。
| 医疗机构名称                                       | 在卫生部门登记的机构地址                                                                  | 监管机关所在区    | 备注 |
| -------------------------------------------------- | ----------------------------------------------------------------------------------------- | ----------------- | --- |
| 上海市宝山区精神卫生中心                           | 上海市盘古路323号                                                                         | 宝山区            | |
| 上海市宝山区罗店医院                               | 上海市宝山区罗店镇罗溪路121号                                                             | 宝山区            | |
| 上海市宝山区大场医院                               | 上海市宝山区环镇北路1058号                                                                | 宝山区            | |
| 上海市宝山区一钢医院                               | 上海市宝山区长江路860弄111号                                                              | 宝山区            | |
| 上海中冶医院                                       | 上海市宝山区春雷路456号                                                                   | 宝山区            | |
| 上海市宝山区吴淞中心医院                           | 上海市同泰北路101号                                                                       | 宝山区            | |
| 上海市宝山区仁和医院                               | 上海市宝山区长江西路1999号                                                                | 宝山区            | |
| 中国人民解放军第八五医院                           | 上海市华山路1328号                                                                        | 长宁区            | 部队 |
| 民航上海医院                                       | 上海市红宝石路398号                                                                       | 长宁区            | |
| 上海电力医院                                       | 上海市延安西路937号                                                                       | 长宁区            | |
| 上海市长宁区精神卫生中心                           | 上海市协和路299号                                                                         | 长宁区            | |
| 上海市长宁区天山中医医院                           | 上海市娄山关路868号 上海市水城路689号                                                     | 长宁区            | |
| 上海市长宁区妇幼保健院                             | 上海市武夷路773号 上海市中山西路753号                                                     | 长宁区            | |
| 上海一〇八医院                                     | 上海市哈密路1713号                                                                        | 长宁区            | 部队 |
| 上海市崇明区传染病医院（原上海市崇明县传染病医院） | 上海市崇明区城桥镇利民路518号                                                             | 崇明区            | |
| 上海市崇明区康乐医院（原县康乐医院）               | 上海市崇明区新河镇永丰村前进516号                                                         | 原崇明县          | |
| 上海市崇明区精神卫生中心（原县精神卫生中心）       | 上海市崇明区城桥镇三沙洪路19号                                                            | 原崇明县          | |
| 上海市崇明区妇幼保健所（原县妇幼保健所）           | 上海市崇明区城桥镇一江山路616号                                                           | 原崇明县          | |
| 上海市第十人民医院崇明分院（区第二人民医院）       | 上海市崇明区堡镇镇向阳东路66号                                                            | 崇明区            | |
| 上海市崇明区第三人民医院（原县第三人民医院）       | 上海市崇明区庙镇镇为民街24号                                                              | 原崇明县          | |
| 上海交通大学医学院附属新华医院崇明分院             | 上海市崇明区城桥镇南门路25号 上海市崇明区城桥镇人民路68号                                 | 原崇明县          | |
| 上海市奉贤区精神卫生中心                           | 上海市奉贤区奉炮公路1180弄1号                                                             | 奉贤区            | |
| 上海市奉贤区妇幼保健所                             | 上海市奉贤区南桥镇立新路60号                                                              | 奉贤区            | |
| 上海市奉贤区中心医院                               | 上海市奉贤区南桥镇南奉公路6600号                                                          | 奉贤区            | |
| 上海市奉贤区奉城医院                               | 上海市奉贤区川南奉公路9983号                                                              | 奉贤区            | |
| 上海市奉贤区中医医院                               | 上海市奉贤区南奉公路9588号                                                                | 奉贤区            | |
| 上海市奉贤区古华医院                               | 上海市奉贤区南桥镇南奉公路9220号                                                          | 奉贤区            | |
| 上海市奉贤区牙病防治所                             | 上海市奉贤区南桥镇南奉公路9198号                                                          | 奉贤区            | |
| 上海市虹口区精神卫生中心                           | 上海市同心路159号                                                                         | 虹口区            | |
| 中国人民解放军第四一一医院                         | 上海市虹口区东江湾路15号                                                                  | 虹口区            | 部队 |
| 上海市虹口区牙病防治所                             | 上海市欧阳路571号                                                                         | 虹口区            | |
| 上海航道医院                                       | 上海市虹口区长阳路265号                                                                   | 虹口区            | |
| 上海市监狱总医院                                   | 上海市浦东新区周浦镇繁荣路478号                                                           | 虹口区            | |
| 上海海员医院                                       | 上海市东长治路505号                                                                       | 虹口区            | |
| 上海市第四人民医院                                 | 上海市三门路1279号                                                                        | 虹口区            | 始建于1921年，原名福民医院，1945年医院更名为上海市立第四医院，1949年更名为上海市第四人民医院。2020年9月，醫院從四川北路1878号搬遷至三门路1279号                                   |
| 上海市虹口区江湾医院                               | 上海市虹口区场中路22号                                                                    | 虹口区            | |
| 上海市虹口区妇幼保健所                             | 上海市巴林路76号 上海市玉田路195号（仅限婚前医学保健服务）                                | 虹口区            | |
| 上海建工医院                                       | 上海市中山北一路666号 中山北二路2199号（北大门）                                          | 虹口区            | 成立於1953年，由上海建工集團投資 |
| 上海市黄浦区传染病医院                             | 上海市铁道路135号                                                                         | 黄浦区            | |
| 上海市黄浦区肿瘤防治院                             | 上海市洪山路160号                                                                         | 黄浦区            | |
| 上海市黄浦区牙病防治所                             | 上海市江西中路136弄2号                                                                    | 黄浦区            | |
| 上海市黄浦区妇幼保健所                             | 上海市黄浦区中华路1515号                                                                  | 黄浦区            | |
| 上海市黄浦区老年护理医院                           | 上海市中华路1495号                                                                        | 黄浦区            | |
| 上海市黄浦区精神卫生中心                           | 上海市北京西路130号                                                                       | 黄浦区            | |
| 上海市黄浦区中西医结合医院                         | 上海市黄家路163号                                                                         | 黄浦区            | |
| 上海市第二人民医院                                 | 上海市多稼路1号                                                                           | 黄浦区            | |
| 上海市黄浦区中心医院                               | 上海市四川中路109号                                                                       | 黄浦区            | |
| 上海市黄浦区第二牙病防治所                         | 上海市瑞金二路148号                                                                       | 黄浦区            | |
| 上海市黄浦区第二精神卫生中心                       | 上海市瞿溪路1162号                                                                        | 黄浦区            | |
| 上海市黄浦区东南医院                               | 上海市瞿溪路1100号                                                                        | 黄浦区            | |
| 上海市黄浦区妇幼保健院                             | 上海市丽园路712号                                                                         | 黄浦区            | |
| 上海交通大学医学院附属瑞金医院卢湾分院             | 上海市重庆南路149号 上海市重庆南路182号                                                   | 黄浦区            | |
| 上海市黄浦区香山中医医院                           | 上海市复兴中路526－528号                                                                  | 黄浦区            | |
| 上海市嘉定区精神卫生中心                           | 上海市嘉定区外冈镇望安路701号                                                             | 嘉定区            | |
| 上海市嘉定区牙病防治所                             | 上海市嘉定区塔城路5号                                                                     | 嘉定区            | |
| 上海市嘉定区安亭医院                               | 上海市嘉定区安亭镇昌吉路204号                                                             | 嘉定区            | |
| 上海市嘉定区中心医院                               | 上海市嘉定区城北路1号 上海市嘉定区博乐南路111号                                           | 嘉定区            | |
| 上海市嘉定区中医医院                               | 上海市嘉定区嘉定镇博乐路222号                                                             | 嘉定区            | |
| 上海市嘉定区南翔医院                               | 上海市南翔镇众仁路495号                                                                   | 嘉定区            | |
| 上海市嘉定区妇幼保健院                             | 上海市嘉定区高台路1216号                                                                  | 嘉定区            | |
| 上海市金山区妇幼保健所                             | 上海市金山区朱泾镇南圩路12号                                                              | 金山区            | |
| 上海市金山区牙病防治所                             | 上海市金山区石化城区象州路12号                                                            | 金山区            | |
| 上海市金山区中西医结合医院                         | 上海市金山区枫泾镇白牛路219号                                                             | 金山区            | |
| 上海市金山区精神卫生中心                           | 上海市金山区金石南路1949号                                                                | 金山区            | |
| 上海市金山区亭林医院                               | 上海市金山区亭林镇寺平北路80号 上海市金山区松金公路5265号                                 | 金山区            | |
| 上海市第六人民医院金山分院                         | 上海市金山区朱泾镇健康路147号                                                             | 金山区            | |
| 上海市静安区牙病防治所                             | 上海市愚园路505号、507号                                                                  | 原静安区          | 合并、撤销 |
| 上海市静安区精神卫生中心                           | 上海市静安区平遥路80、100号 上海市康定路834号 上海市胶州路424弄2号103室                   | 原静安区 原闸北区 | 合并 |
| 上海市化工职业病防治院                             | 上海市成都北路369号                                                                       | 原静安区          | |
| 上海市静安区妇幼保健所                             | 上海市康定路1297号 上海市康定路405号 上海市共和新路1873弄4号                              | 原静安区 原闸北区 | |
| 上海市公惠医院                                     | 上海市汶水路450号                                                                         | 原静安区          | 為上海市一家具有帮困救助功能的福利性医院，前身是1953年成立的公用事业职工医院，在上海市總工會推動下於2001年8月改制為公惠医院，原本位於石门一路315弄6号，2021年6月搬遷至汶水路450号 |
| 上海市静安区老年医院                               | 上海市新闸路1739号 上海市康定路828号                                                      | 原静安区          | |
| 上海市静安区中心医院                               | 上海市西康路259号 上海市常德路370号 上海市西康路266号                                     | 原静安区          | |
| 上海邮电医院                                       | 上海市长乐路666号 上海市复兴中路1315号                                                    | 原静安区          | |
| 上海市闵行区肿瘤医院                               | 上海市闵行区瑞丽路106号                                                                   | 闵行区            | |
| 上海市闵行区结核病防治院                           | 上海市闵行区剑川路159号                                                                   | 闵行区            | |
| 上海市闵行区精神卫生中心                           | 上海市闸航路2500号 上海市疏影路578号                                                      | 闵行区            | |
| 上海市闵行区妇幼保健院                             | 上海市闵行区顾戴路805号                                                                   | 闵行区            | |
| 上海市闵行区吴泾医院                               | 上海市闵行区剑川路155号                                                                   | 闵行区            | |
| 上海市闵行区中医医院                               | 上海市闵行区合川路3071号                                                                  | 闵行区            | |
| 上海市闵行区中心医院                               | 上海市莘庄镇莘松路170号 上海市沪闵路6258号                                                | 闵行区            | |
| 上海市闵行区牙病防治所                             | 上海市吴中路829号 第二执业点：上海市闵行区繁兴路1008、1030、1034、1038号                  | 闵行区            | |
| 上海市浦东新区传染病医院                           | 上海市华夏东路3018弄46号                                                                  | 浦东新区          | |
| 上海市浦东新区南汇精神卫生中心                     | 上海市浦东新区惠南镇拱乐路2759号                                                          | 浦东新区          | |
| 上海市浦东新区妇幼保健院                           | 上海市浦东新区红枫路599号 上海市合欢路2号                                                 | 浦东新区          | |
| 上海市浦东新区精神卫生中心                         | 上海市浦东新区三林路165号 上海市源深路622号 上海市浦东新区川沙镇北城壕路110号             | 浦东新区          | |
| 上海市浦东新区老年医院                             | 上海市浦东新区宣桥镇张家桥路119号                                                         | 浦东新区          | |
| 上海沪东造船集团职工医院                           | 上海市浦东新区沪东路238号                                                                 | 浦东新区          | |
| 上海长航医院                                       | 上海市浦东新区崂山路523号                                                                 | 浦东新区          | |
| 上海市浦东医院                                     | 上海市浦东新区惠南镇拱为路2800号 上海市浦东新区黄赵路310号（上海市国际旅游度假区内）      | 浦东新区          | 医院始建于1932年，原名南匯公立醫院，2012年成為復旦大學附屬醫院（復旦大學附屬浦東醫院）。                                                                                          |
| 上海市浦东新区周浦医院（已改為三級乙等醫院）       | 上海市浦东新区周浦镇周园路1500号 上海市关岳路135号                                        | 浦东新区          | |
| 上海市浦东新区公利医院                             | 上海市浦东新区苗圃路219号                                                                 | 浦东新区          | |
| 上海市浦东新区中医医院                             | 上海市浦东新区川沙镇绣川路340号                                                           | 浦东新区          | |
| 上海市浦东新区人民医院                             | 上海市浦东新区川沙镇川环南路490号                                                         | 浦东新区          | |
| 上海市浦东新区光明中医医院                         | 上海市浦东新区惠南镇东门大街43号                                                          | 浦东新区          | |
| 上海市浦东新区浦南医院                             | 上海市浦东南路2400号 上海事临沂路219号                                                    | 浦东新区          | |
| 上海市浦东新区肺科医院                             | 上海市浦东新区曹路镇秦家港路1569号                                                        | 浦东新区          | |
| 上海市浦东新区南华医院                             | 上海市浦东新区惠南镇北门路71号                                                            | 浦东新区          | |
| 上海市普陀区眼病牙病防治所                         | 上海市长寿路247弄1号                                                                      | 普陀区            | |
| 上海市普陀区精神卫生中心                           | 上海市志丹路211号                                                                         | 普陀区            | |
| 上海市普陀区利群医院                               | 上海市桃浦路910号                                                                         | 普陀区            | |
| 上海市普陀区中医医院                               | 上海市曹杨路1261号（甘泉三村47号）                                                        | 普陀区            | |
| 上海市普陀区人民医院                               | 上海市江宁路1291号                                                                        | 普陀区            | |
| 上海市普陀区妇婴保健院                             | 上海市普陀区同普路517号 第二执业点：普陀区曹杨路510号六楼                                 | 普陀区            | |
| 上海市青浦区妇幼保健所                             | 上海市青浦区青浦镇华科路550弄2号 青浦区行政服务中心外青松公路6189号（婚前医学保健服务点） | 青浦区            | |
| 上海市青浦区精神卫生中心                           | 上海市青浦区练西公路4865号 上海市青浦镇淀湖路10号                                         | 青浦区            | |
| 上海市青浦区朱家角人民医院                         | 上海市青浦区朱家角镇石家浜东路99号                                                        | 青浦区            | |
| 上海市青浦区中医医院                               | 上海市青浦区青浦镇青安路95号                                                              | 青浦区            | |
| 复旦大学附属中山医院青浦分院                       | 上海市青浦区公园东路1158号 上海市青浦区公园路100号                                        | 青浦区            | |
| 上海市松江区精神卫生中心                           | 上海市松江区塔汇路209号； 第二执业点：上海市松江区乐都路193号                             | 松江区            | |
| 上海市松江区妇幼保健院                             | 上海市松江区西林北路1010号 上海市松江区乐都西路867-871号2号楼4楼                          | 松江区            | |
| 上海市松江区泗泾医院                               | 上海市松江区泗泾镇泗通路389号                                                             | 松江区            | 前身是成立於1958年的松江縣泗聯鄉醫院，1960年改名為泗聯公社衛生院。1971年與泗涇衛生所合併為泗聯中心衛生院。1979年6月改為松江縣泗涇醫院                                             |
| 上海市松江区方塔中医医院                           | 上海市松江区中山东路39号                                                                  | 松江区            | |
| 上海市松江区乐都医院                               | 上海市松江区乐都路279号                                                                   | 松江区            | |
| 上海市松江区九亭医院                               | 上海市松江区九亭镇九新公路155号                                                           | 松江区            | |
| 上海市徐汇区牙病防治所                             | 上海市肇嘉浜路685号                                                                       | 徐汇区            | |
| 上海市徐汇区妇幼保健所                             | 上海市柳州路118号                                                                         | 徐汇区            | |
| 上海市徐汇区精神卫生中心                           | 上海市龙华西路249号                                                                       | 徐汇区            | |
| 上海市徐汇区大华医院                               | 上海市老沪闵路901－903号                                                                  | 徐汇区            | 醫院始建於1926年，1956年2月成為公立醫院 |
| 上海市徐汇区中心医院                               | 上海市淮海中路966号 上海市漕溪北路336号                                                   | 徐汇区            | |
| 上海市第八人民医院                                 | 上海市漕宝路8号                                                                           | 徐汇区            | |
| 上海市杨浦区妇幼保健院（所）                       | 上海市长阳路1389弄75号乙 上海市江浦路667号                                                | 杨浦区            | |
| 上海市杨浦区精神卫生中心                           | 上海市周家嘴路4214弄16号                                                                  | 杨浦区            | |
| 上海市第一康复医院                                 | 上海市杭州路349号                                                                         | 杨浦区            | |
| 上海市杨浦区牙病防治所                             | 上海市平凉路1814号                                                                        | 杨浦区            | |
| 上海市杨浦区控江医院                               | 上海市双阳路480号                                                                         | 杨浦区            | |
| 上海市杨浦区中医医院                               | 上海市眉州路185号 上海市眉州路34号                                                        | 杨浦区            | |
| 上海市杨浦区市东医院                               | 上海市市光路999号                                                                         | 杨浦区            | |
| 上海市静安区北站医院（原上海市闸北区北站医院）     | 上海市南星路29号                                                                          | 原闸北区          | |
| 上海市静安区市北医院（原上海市闸北区市北医院）     | 上海市共和新路4500号                                                                      | 原闸北区          | |
| 上海市静安区牙病防治所（原上海市闸北区牙病防治所） | 上海市闸北区平型关路15号 第二执业点：平顺路814号 第三执业点：沪太路909弄15号甲104         | 原闸北区          | 合并 |
| 上海市静安区中医医院（原上海市闸北区中医医院）     | 上海市延长中路288号                                                                       | 原闸北区          | |
| 上海市静安区闸北中心医院（原上海市闸北区中心医院） | 上海市中华新路619号                                                                       | 原闸北区          | |

## 备注
1. ↑  同仁医院原位于愚园路786号。2013年，长宁区政府决定，将长宁区中心医院更名同仁医院，撤销原同仁医院建制。
2. 1 2 3 4 5 6  因崇明撤县改区，故全部改名。
3. 1 2 3 4 5 6 7  闸北区、静安区合并后，静安区、闸北区的牙病防治所、精神卫生中心、妇幼保健院进行了合并，闸北区中心医院、中医医院、北站医院、市北医院进行了更名。
  - 其中，静安区牙病防治所撤销并将主院区搬往平型关路，静安区精神卫生中心、妇幼保健院吸收闸北区相应医院。
  - 闸北区中医医院更名静安区中医医院，闸北区中心医院更名静安区闸北中心医院，闸北区北站医院更名静安区北站医院，闸北区市北医院更名静安区市北医院。